# Generoso Rossi
Generoso Rossi (Qualiano, 3 gennaio 1979) è un ex calciatore italiano, di ruolo portiere.

## Carriera
Cresciuto nelle giovanili del Bari, passa in prestito al Savoia di Torre Annunziata nella stagione 1998-1999 dove giocando da titolare vince i playoff in finale contro la Juve Stabia e conquista la promozione in Serie B alle dipendenze di Osvaldo Jaconi.
L'anno successivo gioca ancora in Serie C1, stavolta con il Crotone, dove vince nuovamente il campionato. Nel 2000 ritorna a Bari dove esordisce in Serie A collezionando in totale 6 gettoni di presenza. Nel mercato invernale passa al Venezia in Serie B, dove contribuisce alla promozione in Serie A dei veneti, vincendo il suo terzo campionato consecutivo. Con i lagunari in massima serie colleziona 31 presenze.
Nel 2002 passa in prestito al Lecce e vince nuovamente il campionato di B. Passa al Siena nel 2003 nuovamente in A (all'esordio dei toscani) dove giocherà 21 gare. A fine campionato viene ingaggiato dai londinesi del Queens Park Rangers, ma il 25 agosto 2004 l'arbitrato del CONI lo squalifica per un anno per il coinvolgimento nel calcioscommesse, pena poi ridotta di 7 mesi. Con la squadra d'oltremanica giocherà solo 3 gare nella Football League Championship.
Rientra in Italia acquistato dalla Triestina, dove indossa la maglia numero 10. Con gli alabardati giocherà quasi 100 gare tutte in Serie B. Nel mercato invernale del 2008 passa al Catania, in Serie A dove però non collezionerà presenze. A fine campionato scende in Prima Divisione per difendere i pali del Gallipoli, ottenendo con i salentini una storica promozione in B.
L'8 febbraio 2010, senza squadra dal giugno precedente, firma per il Sorrento. Al termine del campionato di Lega Pro Prima Divisione 2011-2012 rimane svincolato ma a novembre dello stesso anno, dopo essere stato vicinissimo alla Salernitana, ritorna alla società campana restandovi fino a fine campionato.
È il fratello minore di Cinzia Rossi, ex portiere dell'Associazione Calcio Femminile Giugliano Campania all'epoca del suo unico scudetto nella breve storia della società.

## Palmarès

### Club

#### Competizioni nazionali
- Campionato italiano di Serie B: 2

Venezia: 2000-2001
Lecce: 2002-2003
- Campionato italiano Serie C1: 3

Savoia: 1998-1999
Crotone: 1999-2000
Gallipoli: 2008-2009
- Supercoppa di Lega di Prima Divisione: 1

Gallipoli: 2009